# Мишустин, Михаил Владимирович
Михаи́л Влади́мирович Мишу́стин (род. 3 марта 1966, Лобня, Московская область) — российский государственный и политический деятель, экономист. Председатель Правительства Российской Федерации с 16 января 2020 года. Член Государственного Совета Российской Федерации с 21 декабря 2020 года.
Руководитель Федерального агентства по управлению особыми экономическими зонами (2006—2008). Руководитель Федеральной налоговой службы Российской Федерации с 6 апреля 2010 по 16 января 2020 года.
Председатель Правительственной комиссии по контролю за осуществлением иностранных инвестиций в Российской Федерации.
Действительный государственный советник Российской Федерации 1-го класса, доктор экономических наук (2010).
С марта 2022 года из-за вторжения России на Украину находится под персональными санкциями Евросоюза, Канады, Великобритании и Новой Зеландии, с 6 апреля — под персональными санкциями США, в мае к санкциям присоединилась Япония и ряд других стран.

## Ранние годы, образование
Михаил Владимирович Мишустин родился 3 марта 1966 года в городе Лобня Московской области.
Отец Михаила, Владимир Моисеевич, работал в службе безопасности аэропорта Шереметьево (позднее ЗАО «Аэромаш — Авиационная безопасность», ныне АО «Шереметьево Безопасность») секретарём комитета ВЛКСМ. Мать, Луиза Михайловна — в медслужбе аэропорта, отвечала за допуск к полётам.
Среднюю школу № 7 в Лобне Михаил окончил почти на «отлично», также проходил обучение в Экономико-математической школе при МГУ имени М. В. Ломоносова.
В 1983 году поступил на вечернее отделение Московского станкоинструментального института («Станкин») и вскоре, благодаря успехам в учёбе, перешёл на дневную форму обучения.
В 1989 году завершил обучение в «Станкине» по специальности «системы автоматизированного проектирования» (САПР), получив квалификацию инженера-системотехника. В армии не служил.
В 1992 году при этом же институте окончил аспирантуру.

## Карьера в предпринимательстве
Предпринимательство являлось основной сферой деятельности Мишустина в течение двух периодов: до 1998 года и в 2008—2010 годах. В остальное время Мишустин был на государственной службе.
После окончания аспирантуры начал работать директором тестовой лаборатории, а позднее возглавил правление Международного компьютерного клуба — общественной некоммерческой организации.
МКК ставил целью «интеграцию российских и иностранных компьютерных технологий, а точнее — привлечение западных передовых информационных технологий». Клуб привлёк в свои ряды крупные иностранные фирмы и стал организатором Международного компьютерного форума — одной из крупнейших компьютерных выставок в России.
В марте 2008 года, после ухода с должности руководителя Федерального агентства по управлению особыми экономическими зонами (РосОЭЗ), Мишустин два года работал в группе ОФГ Инвест (UFG Capital Management) в должности президента «UFG Capital Partners» и управляющего партнёра группы «UFG Asset Management» (группа ОФГ Инвест была основана в 1994 году бывшим министром финансов РФ Борисом Фёдоровым и банкиром Чарльзом Райаном, консультировавшим в 1990-х годах правительство Санкт-Петербурга по вопросам приватизации; в 2003 году 40 % акций приобрёл немецкий банк Deutsche Bank). В группе Мишустин курировал расширение международного присутствия UFG, развитие венчурного и технологического инвестирования, а также инфраструктурные и сельскохозяйственные проекты.

## Государственная служба

### Заместитель министра по налогам и сборам
В 1998 году поступил на государственную службу в должности помощника по информационным системам учёта и контроля за поступлением налоговых платежей руководителя Государственной налоговой службы Российской Федерации Бориса Фёдорова.
Затем работал заместителем министра Российской Федерации по налогам и сборам, руководителем Федерального агентства кадастра объектов недвижимости (Роснедвижимость) в составе Министерства экономического развития Российской Федерации. Сохранял свой пост замминистра при последующих трёх руководителях налогового ведомства. В этой должности занимался развитием информационно-технологического комплекса МНС. С именем Мишустина связаны такие инициативы как внедрение электронной цифровой подписи и идентификационного номера налогоплательщика (ИНН), организация работы по принципу «одного окна» и других технологических новшеств. Под его руководством были созданы центры обработки данных, осуществлялось оснащение компьютерной техникой, региональные налоговые органы были объединены в единую информационно-коммуникационную сеть. В конце 2002 года МНС называлось в прессе «одним из самых прогрессивных (если не самым прогрессивным) с точки зрения использования современных информационных технологий ведомством страны». В своём интервью Мишустин говорит, что в этот период «был организован электронный обмен данными, создана методология автоматизированной системы отбора объектов для выездной проверки, система предоставления консультационных услуг с использованием телефонии и интернета. Появилась разветвлённая информационно-телекоммуникационная инфраструктура».

### Служба «Роснедвижимость»
В 2004 году служба Росземкадастр была преобразована в Федеральное агентство кадастра объектов недвижимости (Роснедвижимость), которое подчинялось Минэкономразвития. 22 марта 2004 года это агентство по назначению премьер-министра России Михаила Фрадкова возглавил Михаил Мишустин. Здесь перед Михаилом Мишустиным стояла задача разработки и внедрения кадастра объектов недвижимости и их оценке. За два года Роснедвижимость закончила массовую кадастровую оценку земель РФ, что позволило ввести с 2006 года земельный налог на основе кадастровой (до того нормативной) стоимости земли. Также в 2005 году Роснедвижимость объявила о намерении начать раскрывать через Интернет данные кадастровой оценки находящихся в частной собственности земельных участков.

### РосОЭЗ
В декабре 2006 года Мишустин занял должность руководителя Федерального агентства по управлению особыми экономическими зонами (РосОЭЗ). За два года были открыты первые две промышленно-производственные ОЭЗ в Татарстане (Алабуга) и в Липецке, а также первые технико-внедренческие ОЭЗ в городе Дубна Московской области, в Томске и в Зеленограде. Была разработана и начала внедряться в ОЭЗ система предоставления государственных и муниципальных услуг по принципу «одно окно».
В феврале 2008 года Мишустин был уволен с государственной службы по собственному желанию. По словам самого Мишустина, его отставка была оговорена заранее: «Мы договаривались ещё с бывшим министром Германом Грефом», что я уйду с поста, как только выполню ряд задач. Это подтвердила и руководитель МЭРТ Эльвира Набиуллина, сказав, что его отставка была «планируемой, а все задачи, которые были поставлены перед ним, решены».

### Руководитель Федеральной налоговой службы (2010—2020)
В феврале 2009 года вошёл в кадровый резерв президента России и в апреле 2010 года был назначен руководителем Федеральной налоговой службы.
На новом посту объявил войну «грязным данным» и занялся искоренением проблем с необоснованным возвратом НДС.
После назначения в 2010 году Мишустина на должность руководителя ФНС предприниматели выразили надежду, что ему как пришедшему из бизнеса чиновнику удастся сделать ФНС «более дружелюбной» к российским предпринимателям. Новый руководитель поддержал упрощение взаимодействия бизнеса и граждан с налоговыми органами. Он заявил, что для удобства граждан, упрощения работы организаций и борьбы с коррупцией намерен максимально развивать в ФНС электронные сервисы. В подтверждение данного заявления был опубликован ряд документов, расширяющих сферу электронного документооборота.
Помимо информатизации ФНС под руководством Мишустина внедрила новые стандарты обслуживания налогоплательщиков. В частности, для удобства граждан были продлены часы работы налоговых инспекций. В 2015 году начал работу Федеральный контакт-центр.
Налоговую службу в этот период критиковали за чрезмерно жёсткий подход к бизнесу, Мишустин отвергал это обвинение, ссылаясь на существенное сокращение числа проверок. Так, с приходом в 2010 году Мишустина ФНС изменила подход к организации контрольных мероприятий, сделав акцент на аналитической работе. В результате резко снизилось количество выездных налоговых проверок, при этом повысилась их эффективность. Если раньше проверялся каждый десятый налогоплательщик, то в 2018 году налоговики проверяли лишь одну компанию малого предпринимательства из 4000. Существенно сократилось также число проверок крупного и среднего бизнеса.
В 2013 году в Москве состоялся Форум по налоговому администрированию ОЭСР, на котором присутствовали руководители 51 налоговой администрации мира. В 2014 году Михаил Мишустин избран вице-председателем бюро Форума по налоговому администрированию ОЭСР. Членами форума являются 45 стран, среди которых все страны — члены ОЭСР, государства, входящие в G20, а также страны, использующие передовые механизмы налогового администрирования.
СМИ также писали о том, что ФНС работает над внедрением модели «облачных вычислений», что позволит создать единое федеральное хранилище данных (ФХД). Благодаря «самому современному центру обработки данных федерального уровня инспектору в любой момент времени будет доступна полная и актуальная информация по любому контрагенту из любого региона России».
В мае 2015 года открылся первый федеральный центр обработки данных (ЦОД) в Московской области. В декабре этого же года был запущен второй федеральный ЦОД в Нижегородской области. Центры обеспечат бесперебойную работу информационных систем Минфина России, ФНС России, Казначейства России и других подведомственных учреждений Минфина России. Проект ЦОДов сертифицирован по стандарту отказоустойчивости UptimeInstituteTier III.
В 2015 году в четырёх пилотных регионах — Москве, Татарстане, Московской и Калужской областях — был проведён эксперимент по апробации новой технологии — онлайн-передачи данных контрольно-кассовой техники (ККТ) в налоговые органы. 3 июля 2016 года Президент РФ Владимир Путин подписал соответствующий Федеральный закон № 290-ФЗ, согласно которому с 1 января 2017 года на новый порядок переходят все лица, которые были обязаны применять ККТ, а с 1 июля 2018 года — и те, кто не был обязан применять ККТ (плательщики ЕНВД, ПСН, а также лица, занятые в сфере услуг).

### Председатель Правительства Российской Федерации (с 2020)
15 января 2020 года в связи с отставкой Дмитрия Медведева президент России Владимир Путин предложил на должность председателя Правительства Российской Федерации М. В. Мишустина. Получив от него согласие, президент внёс его кандидатуру на рассмотрение в Государственную думу. При этом, по словам Путина, изначально ему были предложены четыре кандидатуры, среди которых Мишустина не было. Однако в итоге президент принял решение выдвинуть на этот пост именно главу ФНС.
16 января Госдума РФ одобрила назначение Мишустина на пост председателя Правительства, при этом 383 депутата высказались «за», 41 воздержался, «против» не проголосовал никто. В этот же день Владимиром Путиным был подписан соответствующий указ.
В день своего назначения Мишустин заявил, что не планирует отменять принятую по инициативе прежнего правительства пенсионную реформу, а также выступил против национализации добывающей промышленности.
16 января 2020 года был утверждён также постоянным членом Совета Безопасности Российской Федерации.
21 января 2020 года Мишустин представил президенту проекты структуры и состава правительства, которые в этот же день были утверждены. В целом правительство обновилось наполовину. Из предыдущего правительства остались только четыре вице-премьера (три сохранили свои места, один был назначен на другую должность) и двенадцать министров. По мнению ряда политологов, Михаил Мишустин стал единственным премьер-министром Путина, сформировавшим по-настоящему «свой» кабинет министров, собрав команду из близких людей. Ранее, в XXI веке, такое удавалось только Владимиру Путину. В частности, два вице-премьера были заместителями Мишустина в Федеральной налоговой службе, вице-премьер Дмитрий Чернышенко учился вместе с Мишустиным и был его соседом по комнате, кроме того, у Михаила Владимировича сложились дружеские отношения с вице-премьером Викторией Абрамченко, а министр спорта Олег Матыцин был коллегой тестя Мишустина. По мнению экспертов, это означает, что у Мишустина есть карт-бланш на изменения.
С 7 марта 2020 года — Председатель Совета Министров Союзного государства России и Беларуси.
30 апреля 2020 года Мишустин заявил о том, что он болен COVID-19, в видеозвонке Владимиру Путину. Временно исполняющим обязанности Председателя правительства РФ был назначен первый вице-премьер Андрей Белоусов.
19 мая 2020 года Мишустин вернулся к исполнению обязанностей Председателя Правительства Российской Федерации. Соответствующий указ, отменяющий возложение обязанностей на Андрея Белоусова, опубликован на сайте Президента РФ.
7 мая 2024 года в ходе инаугурации президента России Владимира Путина, Михаил Мишустин подписал распоряжение о сложении полномочий действующего правительства. В тот же день указом президента Мишустину было поручено временно исполнять обязанности Председателя Правительства до назначения нового премьера.
10 мая 2024 года Путин внёс в Государственную думу представление по кандидатуре Мишустина на должность председателя Правительства. В этот же день Госдума одобрила назначение Мишустина на пост председателя Правительства, при этом 375 депутатов высказались «за», 57 воздержались, «против» не проголосовал никто. После голосования Владимир Путин подписал указ о назначении Мишустина председателем Правительства России. 11 мая 2024 года Мишустин внёс на рассмотрение в Государственную думу кандидатуры 10 заместителей председателя правительства (включая первого заместителя) и 21 федерального министра. 15 мая Владимир Путин утвердил новый состав правительства Российской Федерации после согласования предложенных кандидатур в Госдуме и консультаций с Советом Федерации.

### Вторжение России на Украину (2022)
На заседании Совета безопасности 21 февраля 2022 года Мишустин единственным из докладчиков выступил за продолжение переговоров с Западом, прежде чем признавать независимость ЛНР и ДНР.
19 октября 2022 года президент России Владимир Путин назначил Мишустина главой Специального координационного совета при правительстве для обеспечения потребностей, возникающих в ходе вторжения России в Украину.

## Научная деятельность
В 2003 году Мишустин защитил диссертацию на степень кандидата экономических наук по теме: «Механизм государственного налогового администрирования в России», а в 2010 году — диссертацию на степень доктора экономических наук по теме: «Стратегия формирования имущественного налогообложения в России».
В 2008 году Мишустин стал инициатором открытия при НИУ ВШЭ Института экономики недвижимости, который действует не только в области дополнительного образования, но и является исследовательским центром. Сам Мишустин стал научным руководителем этого института.
В 2013 году Мишустин назначен научным руководителем факультета налогов и налогообложения Финансового университета при Правительстве РФ (решением учёного совета Финансового университета от 15 октября 2013).
Под редакцией Мишустина к 25-летию создания налоговых органов Российской Федерации издан учебник «Налоги и налоговое администрирование».
Мишустин является автором трёх монографий по теме налогового администрирования. Им было опубликовано более 40 научных статей.

### Опубликованные монографии
- Мишустин М. В. Информационно-технологические основы государственного налогового администрирования в России: Монография. — М.: ЮНИТИ-ДАНА, 2005. — 252 с.
- Мишустин М. В. Информационно-технологические основы администрирования имущественных налогов: Монография. — М.: ЮНИТИ-ДАНА, 2007. — 360 с.
- Мишустин М. В. Администрирование имущественного налогообложения в России. Стратегия развития: Монография. — М.: ЮНИТИ-ДАНА, 2011. — 367 с.

### Опубликованные статьи
- Мишустин М. В. Факторы роста налоговых доходов: макроэкономический подход // Экономическая политика : журнал. — 2016. — Т. 11, вып. 5. — С. 8—27. — ISSN 1994-5124.
- Мишустин М. В. Совершенствование инструментов налогового администрирования по обеспечению стабильных доходов государственного бюджета // Экономика. Налоги. Право : журнал. — 2014. — Вып. 4. — С. 4—8. — ISSN 1999-849X.
- Мишустин М. В. Влияние экономических тенденций на динамику налоговых доходов // Экономическая политика : журнал. — 2013. — № 5. — С. 62—72. — ISSN 1994-5124.
- Мишустин М. В. Особенности и тенденции имущественных налогов в российской экономике и экономике зарубежных стран // Экономическая политика : журнал. — 2012. — № 3. — С. 90—98. — ISSN 1994-5124.
- Мишустин М. В. Методика расчёта кадастровой стоимости объектов оценки на основе статистического моделирования // Экономические науки : журнал. — 2009. — № 12(61). — С. 352—358. — ISSN 2072-0858.
- Мишустин М. В. Индивидуальная оценка при расчёте кадастровой стоимости объекта недвижимости // Экономические науки. — 2009.
- Мишустин М. В. Современная информационно-технологическая поддержка управления государственным имуществом: Доклад на 3-й Международной конференции по развитию крупномасштабных систем MLSD. — ИПУ РАН, 2009.
- Мишустин М. В. Мониторинг рынков недвижимости государственными кадастровыми органами // Вестник Российской экономической академии имени Г. В. Плеханова. — 2009. — № 3.
- Мишустин М. В. Система администрирования налога на недвижимость и налоговой оценки в регионе (на примере штата Массачусетс, США) // Экономическая политика. — 2008. — № 4. — АНХ при Правительстве Российской Федерации и Институт переходного периода.
- Мишустин М. В. Институциональные основы массовой оценки недвижимости для целей налогообложения // Вестник Российской экономической академии имени Г. В. Плеханова. — 2008. — № 2.
- Мишустин М. В. Основные задачи управления кадастром недвижимости // Экономическая политика. — 2007. — № 1.
- Мишустин М. В. Мировой опыт описания и учёта объектов недвижимости // Вопросы экономики. — 2006. — № 2.
- Мишустин М. В. Роль кадастра объектов недвижимости в современном государстве // Вопросы экономики. — 2005. — № 9.
- Налоговый контроль: учебное пособие / коллектив авторов под ред. А. Н. Романова. — М.: Инфра-М, 2005. — 280 с.
- Мишустин М. В. Совершенствование налогового администрирования — фактор повышения эффективности работы налоговых органов // Финансы. — 2003. — № 6.
- Мишустин М. В. Единый реестр открыт и доступен // Консультант. — 2003. — № 15. — С. 8—12.
- Мишустин М. В. Информатизация — это стратегический подход к решению задач // Информация для Бизнеса и Жизни. — 2003. — № 5 (6). — С. 73-80.
- Мишустин М. В. ФНС как поставщик государственной услуги // Электроника производство и торговля. — 2003. — № 3 (4). — С. 6—9.
- Мишустин М. В. Информационный сервис — основа будущих систем администрирования // Информационные технологии и директор. — 2002. — № 2. — С. 54—57.
- Мишустин М. В. Что изменилось в регистрации юридических лиц // Российский Налоговый Курьер. — 2002. — № 18. — С. 4—9.
- Мишустин М. В. Информационный сервис — основа системы налогового администрирования" // Специальный выпуск журнала iBusiness // Решения для электронного правительства. — 2002. — № 6. — С. 7—10.
- Мишустин М. В. Информационный сервис — основа системы налогового администрирования // Специальный выпуск журнала iBusiness, Новые решения для новой экономики. — 2002. — № 4-5. — С. 32—35.
- Мишустин М. В. Мы строим сервис // CIO Руководитель информационной службы. — 2002. — № 5. — С. 32—41.
- Мишустин М. В. Налоговая система — основа построения современного государства // Бизнес: организация, стратегия, системы. — 2002. — № 3. — С. 60—63.
- Мишустин М. В. Налоговые декларации в электронном виде: решения и перспективы // Налоговый курьер. — 2002. — № 4. — С. 16—21.
- Мишустин М. В. Система представления налоговых деклараций в электронном виде — реальный шаг на пути к «Электронной России» // Консультант. — 2002. — № 10. — С. 9—12.
- Мишустин М. В. Эффективная система — это управляемая система // Корпоративные системы. — 2002. — № 15. — С. 20—23.

## Собственность
В декларации семьи регулярно попадают квартира площадью 140 м², а также жилой дом площадью более 800 м². По данным «Открытых медиа», семья Мишустина владеет 2,63 га земли в подмосковном посёлке Коттон Вэй, расположенном на Николиной горе по Рублёво-Успенскому шоссе, и пятью жилыми домами на них общей оценочной стоимостью 1,5 млрд рублей, оформленными, согласно Росреестру, на «Российскую Федерацию». По данным Фонда борьбы с коррупцией, семья Мишустина (включая его сестру Наталию Стенину) владеет недвижимостью рыночной стоимостью около 2,8 миллиардов рублей.
Бывший муж сестры Мишустина бизнесмен Александр Удодов заявил, что земельные участки, принадлежащие Наталье Стениной, были частично приобретены ею в начале 2000-х, частично подарены им после свадьбы.

## Доходы и происхождение семейного капитала
По подсчётам издания «Фонтанка.ру», с 2010 по 2018 год, когда Михаил Мишустин руководил налоговой службой, он и его жена заработали почти миллиард рублей. По подсчётам Фонда борьбы с коррупцией, около 800 миллионов из них заработала жена Мишустина. Доходы Мишустина в этот период составляли от 19 до 30 млн рублей в год, жены — от 47 до 160 млн рублей.
16 января 2020 года Фонд борьбы с коррупцией призвал Мишустина объяснить, каким образом его жена заработала почти 800 миллионов рублей за 9 лет.
На запрос газеты «Ведомости» в 2010 году пресс-служба Федеральной налоговой службы (ФНС) ответила, что доход Мишустина в размере 78,6 млн руб. (около 2,5 млн долларов) «складывается из заработной платы президента группы компаний UFG и дохода, полученного им от консультационной деятельности в этой же компании». При переходе на госслужбу в 2010 году Мишустин, в соответствии с требованием законодательства, передал все имеющиеся у него активы и инвестпроекты супруге. С этого момента Владлена Мишустина начала получать дивиденды, отражённые в официальных декларациях. По данным «Коммерсанта», значительная часть активов была продана в 2013 и 2014 годах, а вырученные средства размещены на депозитных счетах для получения процентов. Согласно официальному комментарию компании UFG, Мишустин заработал 33,5 млн долларов благодаря участию в бизнесе инвестиционной компании UFG, где он в 2008—2010 гг. был одним из партнёров, получив часть долей других партнёров компании — Бориса Фёдорова, Чарльза Райана и Флориана Феннера.
В связи с изменением законодательства в 2013 году супруги Мишустины передали оставшиеся активы сестре Мишустина — Наталье Стениной и матери Луизе Мишустиной. Общая сумма доходов всех троих бенефициаров (жены, сестры и матери Мишустина) от траста UFG за период с 2010 по 2015 год составила 33,55 млн долларов.

## Санкции
Из-за поддержки российской агрессии и нарушения территориальной целостности Украины во время российско-украинской войны находится под персональными международными санкциями разных стран.
С 25 февраля 2022 года, после вторжения России на Украину, находится под санкциями всех стран Европейского союза, так как он в качестве члена Совета безопасности России «поддержал немедленное признание Россией двух самопровозглашённых республик».
28 февраля 2022 года внесён в санкционный список Канады лиц, «которые несут наибольшую ответственность за неспровоцированное и неоправданное вторжение России в Украину».
6 апреля 2022 года включён в санкционный список Соединённых Штатов Америки «против России за её злодеяния в Украине». С 9 мая 2022 года находится под санкциями Великобритании как политический союзник Путина.
По аналогичным основаниям с 28 февраля 2022 года находится под санкциями Швейцарии. С 28 февраля 2022 года находится под санкциями Австралии. С 10 мая 2022 года находится под санкциями Японии. Указом президента Украины Владимира Зеленского от 7 сентября 2022 года находится под санкциями Украины. С 5 апреля 2022 года находится под санкциями Новой Зеландии.
30 октября 2022 года, как лица, связанные с ранее внесённым в санкционный список, под санкции США и Японии попали дети Мишустина: Алексей Мишустин и Александр Мишустин, а также супруга Владлена Мишустина.

## Хобби
Михаил Мишустин увлекается спортом, активно играет в хоккей с шайбой в Ночной хоккейной лиге. В 2019 году ему в составе команды вручён Кубок Гагарина — награда победителям плей-офф Континентальной хоккейной лиги. Входит в состав наблюдательного совета хоккейного клуба ЦСКА.
Сочиняет частушки и эпиграммы, играет на рояле. Является автором музыки двух песен, исполняемых Григорием Лепсом — «Настоящая женщина» (2011) и «Зола» (2016).

## Семья
Жена — Владлена Юрьевна Мишустина, родилась 2 января 1976 года. Соучредитель ЗАО «Международный компьютерный клуб». ЗАО ликвидировано в 2016 году. С 2008 по 2013 год осуществляла деятельность в качестве индивидуального предпринимателя. Основной вид деятельности — деятельность танцплощадок, дискотек, школ танцев. Являлась соучредителем ООО «ДЭКАДАНС» (закрыто в 2016 году). По результатам 2014 года Владлена Мишустина вошла в рейтинг «Forbes» самых богатых жён российских чиновников и депутатов, заняв в нём 9 место с доходом в 160,1 миллиона рублей.
- Старший сын Алексей (род. 7 июля 1999 года) учился в одной из самых дорогих швейцарских школ-интернатов Institut Le Rosey[118][119]; с 2018 года учится в МГТУ им. Н. Э. Баумана на факультете «Фундаментальные науки» по специальности «Прикладная математика», зачислен без вступительных экзаменов[120].
- Средний сын Александр (род. в 2000 году) также учился в Institut Le Rosey, с 2019 года учится в МГТУ им. Н. Э. Баумана на факультете «Инженерный бизнес и менеджмент»[121].
- Младший сын Михаил (род. 26 мая 2009 года) учится в одной из московских школ, играет нападающим в хоккейной команде «Армада» (город Одинцово)[122][123], занимается шахматами в шахматном клубе[124][125].

Сестра — Наталия Стенина (род. 27 мая 1970 года) состояла в браке с бизнесменом Александром Удодовым, брак был расторгнут 18 декабря 2020 года. Удодов владеет компанией «Грибная радуга» — крупнейшим российским производителем грибов, несколькими торговыми центрами в Москве, логистической компанией в Германии, бальнеологическим курортом в Краснодарском крае и рядом других бизнесов. Александру Удодову и ресторатору Аркадию Новикову принадлежал ресторан «Недальний восток» (закрылся в начале 2019 года). В 2007 году Стенина и Удодов вместе учредили благотворительный фонд поддержки развития образования, милосердия и спорта (ПРОМИС, ликвидирован в 2014 году) и московскую областную общественную организацию «Хоккейный клуб Спортима», за который выступают федеральные чиновники, звёзды хоккея и бизнеса, в том числе Александр Удодов. По данным Би-би-си, Стенина владеет недвижимостью на 1 миллиард рублей, собственником которой в Росреестре указана «Российская Федерация». Согласно информации ФБК, Александр владел шестью квартирами в Нью-Йорке, к 2018 году они были проданы.

## Награды

### Российские
- Орден Почёта (29 декабря 2012) — за достигнутые трудовые успехи и многолетнюю добросовестную работу[131]
- Почётная грамота Президента Российской Федерации (15 ноября 2013) — за достигнутые трудовые успехи, многолетнюю добросовестную работу и активную общественную деятельность[132]
- Орден «За заслуги перед Отечеством» IV степени (16 июля 2015) — за достигнутые трудовые успехи, активную общественную деятельность и многолетнюю добросовестную работу[133]
- Благодарность Правительства Российской Федерации (7 марта 2016) — за заслуги в области экономики и финансовой деятельности, многолетний добросовестный труд[134];

### Иностранные
- Кавалер Большого креста ордена Звезды Италии (28 мая 2020, Италия) (лишён награды указом Президента Италии Серджо Маттареллы 9 мая 2022 «за недостойность»)[135]
- Золотая медаль почёта города Афин (24 марта 2021) — за заслуги перед Грецией и эллинизмом[136]

### Церковные
- Патриарший знак храмостроителя (25 июня 2017)[137]
- Орден Преподобного Серафима Саровского III степени (28 августа 2019) — во внимание к помощи Успенскому мужскому монастырю Саровская пустынь[138]
- Орден Даниила Московского I степени (3 марта 2021) — за труды на благо церкви, а также за строительство храмов[139]

## Классный чин
- Действительный государственный советник Российской Федерации 1-го класса (5 декабря 2010)[140]